# Kőrösmező
Kőrösmező (ukránul: Ясіня [Jaszinya], szlovákul: Jasyna, románul: Frasin) szeliscse Ukrajnában, Kárpátalján, a Rahói járásban.

## Földrajz
Rahótól 35 km-re északkeletre, a Fekete-Tisza völgyében, a Tatár-hágó közelében fekszik. Itt torkollik a Fekete-tiszába a Lazescsina patak. A Huculvidék kárpátaljai részének egyik jelentős települése.

## Nevének eredete
Nevét onnan kapta, hogy kőrisfaerdőben települt, az ukrán név a magyarból való (szláv: ’’jaszeny’’ = kőrisfa).

## Történelem

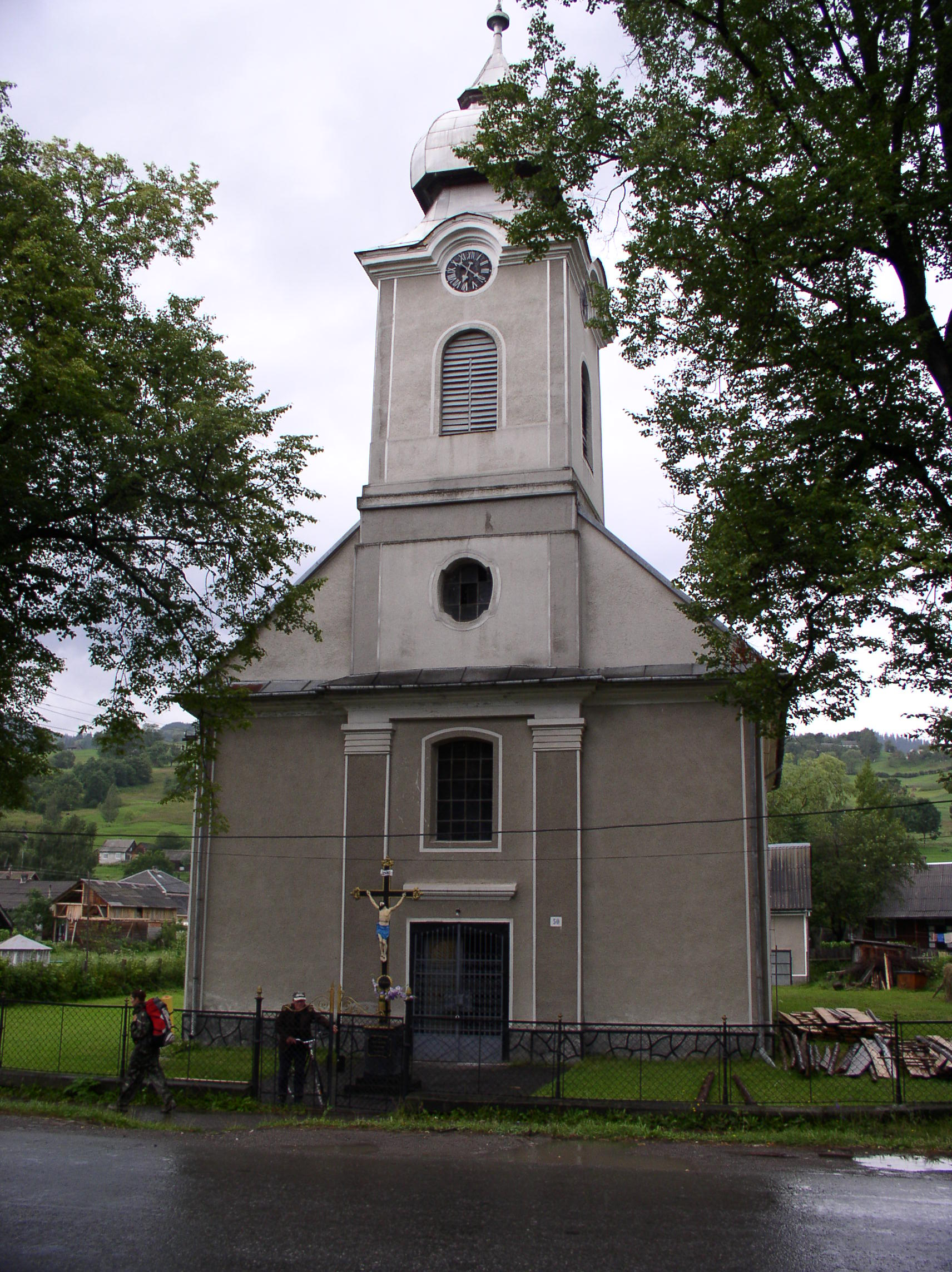
A kőrösmezői Szent Péter és Pál római katolikus templom

1555-ben Kreusmezew néven említik először. Az 1500-as évek végén a magyarországi Károlyiak tulajdona volt. Lakói részt vettek a Rákóczi-szabadságharcban és az 1848-49-es szabadságharcban is (ez utóbbiban Ivan Pintye vezette a csapatot), melyeket osztrák megtorlás követett. Római katolikus temploma 1785-ben épült. 1882-ben nyílt magyar nyelvű elemi iskolája. 1896-ban nagy millenniumi ünnepségek színhelye volt, melyek keretében a községháza előtt egy 2,5 m magas szürke márvány emlékoszlopot állítottak. Ez ma már nincs meg.
A trianoni békeszerződésig Máramaros vármegye Tiszavölgyi járásához tartozott. 1918. november 8-án Kőrösmező és a környező falvak lakói megalakították a Hucul Néptanácsot, majd másnap kikiáltották a Hucul Köztársaságot, amely kifejezte csatlakozási szándékát Ukrajnához. (Még abban a hónapban képviseletet is nyitott a galíciai Sztanyiszlavban.) December 22-én a magyar hadsereg egységei bevonultak Kőrösmezőre, a Néptanács képviselői pedig a környező hegyekbe menekültek. 1919. január 7–8-án a Hucul Néptanács Kőrösmezőn felkelést robbantott ki, és a településről kiindulva pár nap múlva az egész Rahói járást elfoglalta. A Néptanács katonai térnyerésének csak a térségbe betört román hadsereg szabott gátat, amely 1919 májusára harc nélkül teljesen felszámolta a Hucul Néptanács tevékenységét. 1919-ben csehszlovák megszállás következett. A csehszlovák időszakban a helyi közélet legbefolyásosabb személyiségei a Kőrösmezőn és környékén gazdálkodó, majd később vállalkozói tevékenységet is folytató Klimpus-fivérek voltak. Egyikük, Dmitro Ivanovics Klimpus, 1938–1939 között a Kárpáti Szics parancsnoka volt. 1939 márciusában a magyar csapatok megszállták a bécsi döntésekkel Kárpátalja vissza nem kapott részeit, így Kőrösmezőt is.
1941-ben a kamenyec-podolszkiji deportálás során ide gyűjtötték össze a magyar állampolgársággal nem rendelkező zsidókat, akiket később a németek által megszállt galíciai területre szállítottak, majd itt a német SS-csapatok legyilkoltak.
1944. október 14-én a 4. Ukrán Front egységei foglalták el a települést.
2020-ig Dombhát, Havasalja, Mezőhát és Moheljki tartozott hozzá.

## Népessége
1910-ben 9795 lakosából 6824 ruszin, 1484 német és 1461 magyar volt.
Lakóinak száma (2003): 8006 fő; valamint településrészként Dombhát (Sztebnij) 804 fő, melynek irsz.-a: 90631 és Lombos (korábban Bíróvölgy, ukránul: Lopusanka) 238 fő. Ma 8100 lakosából 900 magyar.

## Közlekedés
A települést érinti az Ivano-Frankivszk–Deljatin–Rahó-vasútvonal.

## Turizmus

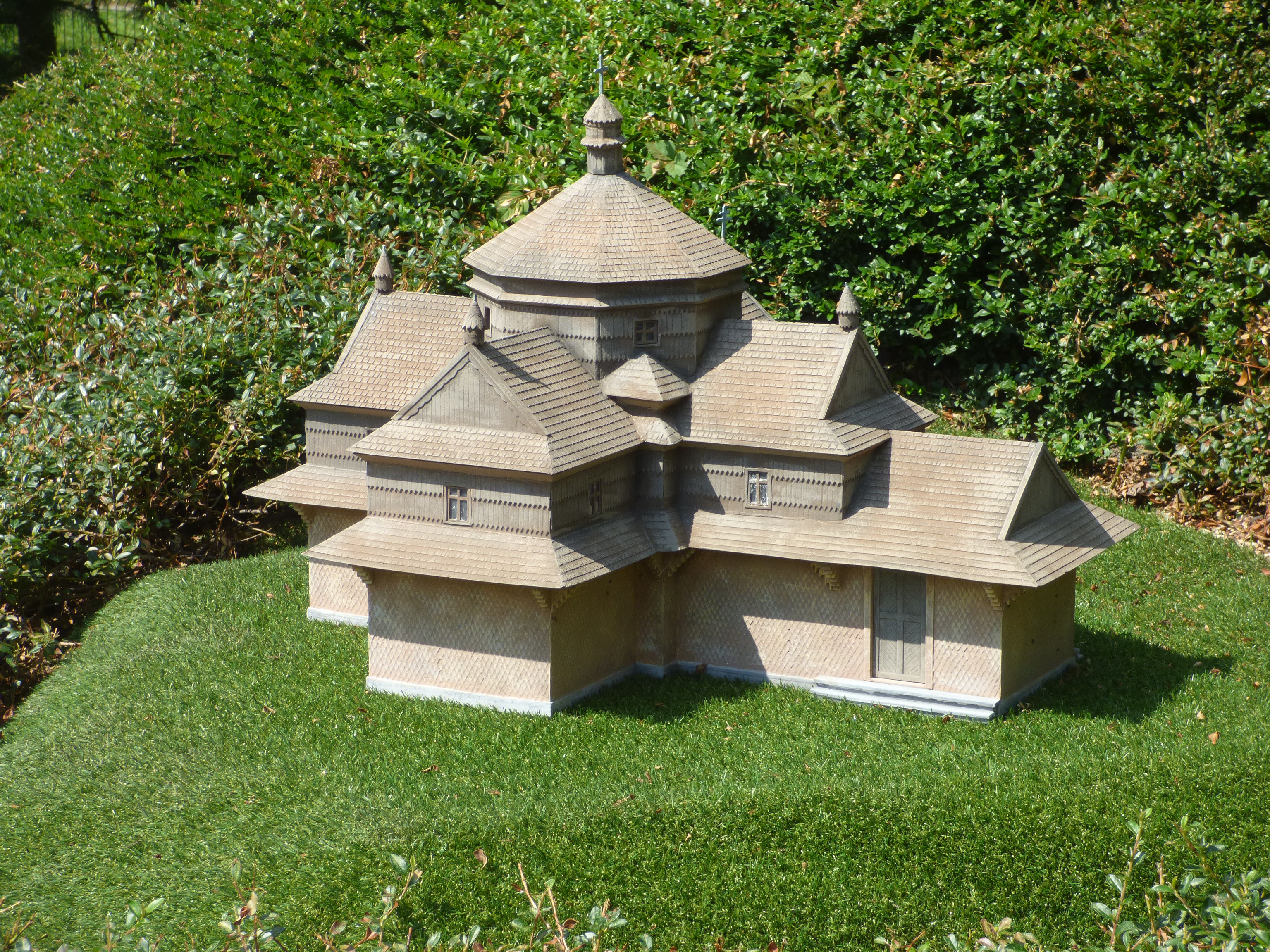
Az Úr Felmagasztalása-templom makettje a szarvasi Mini Magyarország Makettparkban

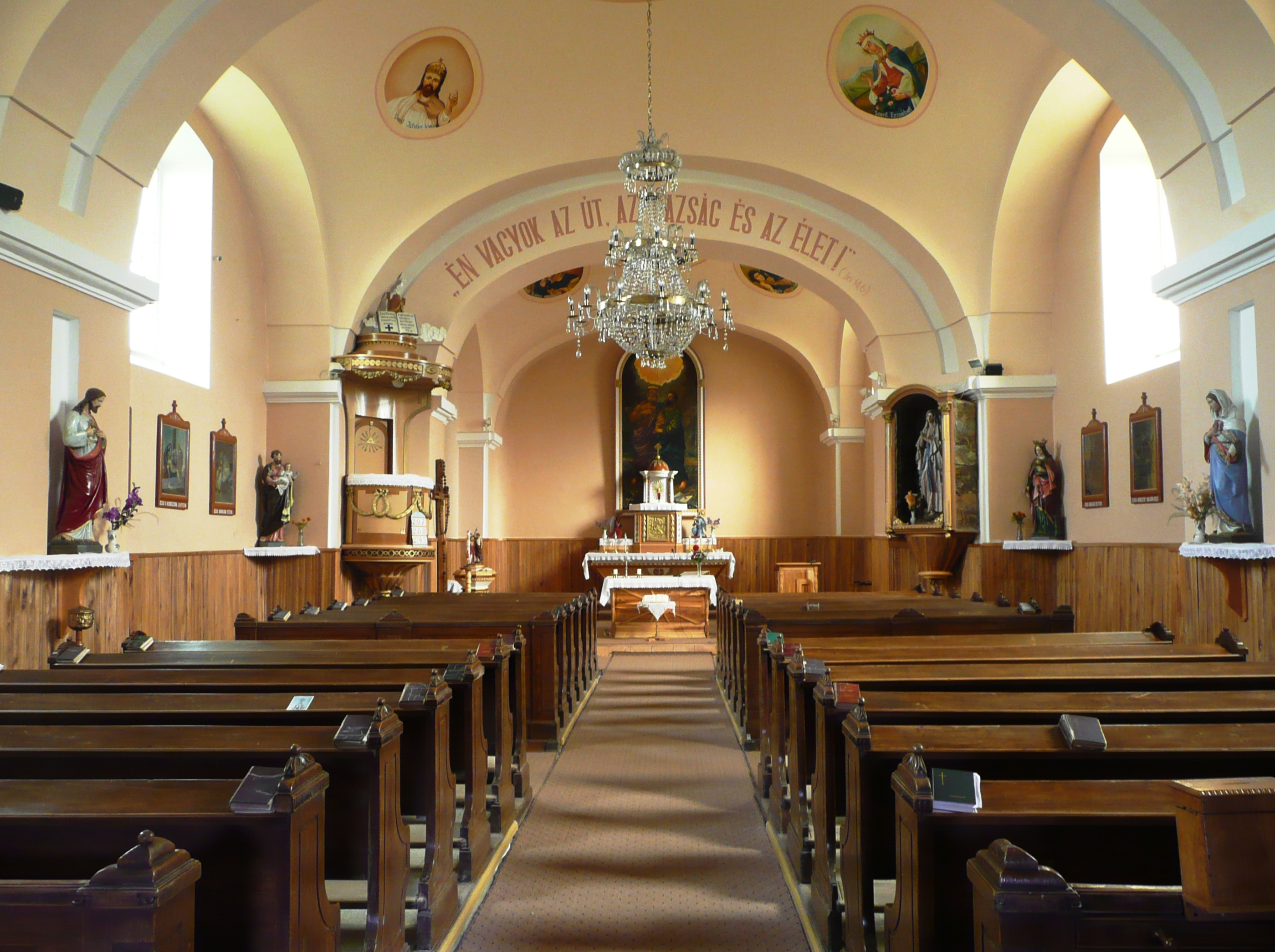
A római katolikus templom belseje

- A falu elején egy dombon áll 1824-ben épített "Sztrukovszka" görögkatolikus fatemploma a Szentháromság tiszteletére szentelve. Tornya 1813-ban épült. Benne 17. századi ikonosztáz áll. A Tiszán át függőhíd vezet hozzá.
- Mezőháti határában áll a 18. század végén épített "Plitovate" Péter-Pál templom, melynek belsejében az 1700-as évek végéről származó fafaragások találhatók.
- Fontos turistaközpont, ahonnan túrautak indulnak a környező hegyekbe.
- A település melletti hegyeken az Árpád-vonal völgyzáraihoz tartozó bunkerek maradványai találhatók.
- I. és II. világháborús magyar katonatemető

## Híres személyek
- Itt született 1886. február 5-én Bakkay Béla költő.
- Itt született 1897-ben Dmitro Ivanovics Klimpus kárpátaljai ruszin (hucul) gazdálkodó, vállalkozó, 1938–1939-ben a Kárpáti Szics parancsnoka volt.